# La Febró
La Febró ist eine Gemeinde im Süden Kataloniens mit 36 Einwohnern (Stand: 2024) und liegt in der Provinz Tarragona und der Comarca Baix Camp.

## Lage
La Febró liegt etwa 26 Kilometer nordwestlich vom Stadtzentrum von Tarragona in einer Höhe von ca. 755 m.

## Bevölkerungsentwicklung
| Jahr      | 1970 | 1981 | 1991 | 2001 | 2011 | 2021 |
| Einwohner | 31   | 31   | 55   | 65   | 51   | 41   |

## Sehenswürdigkeiten

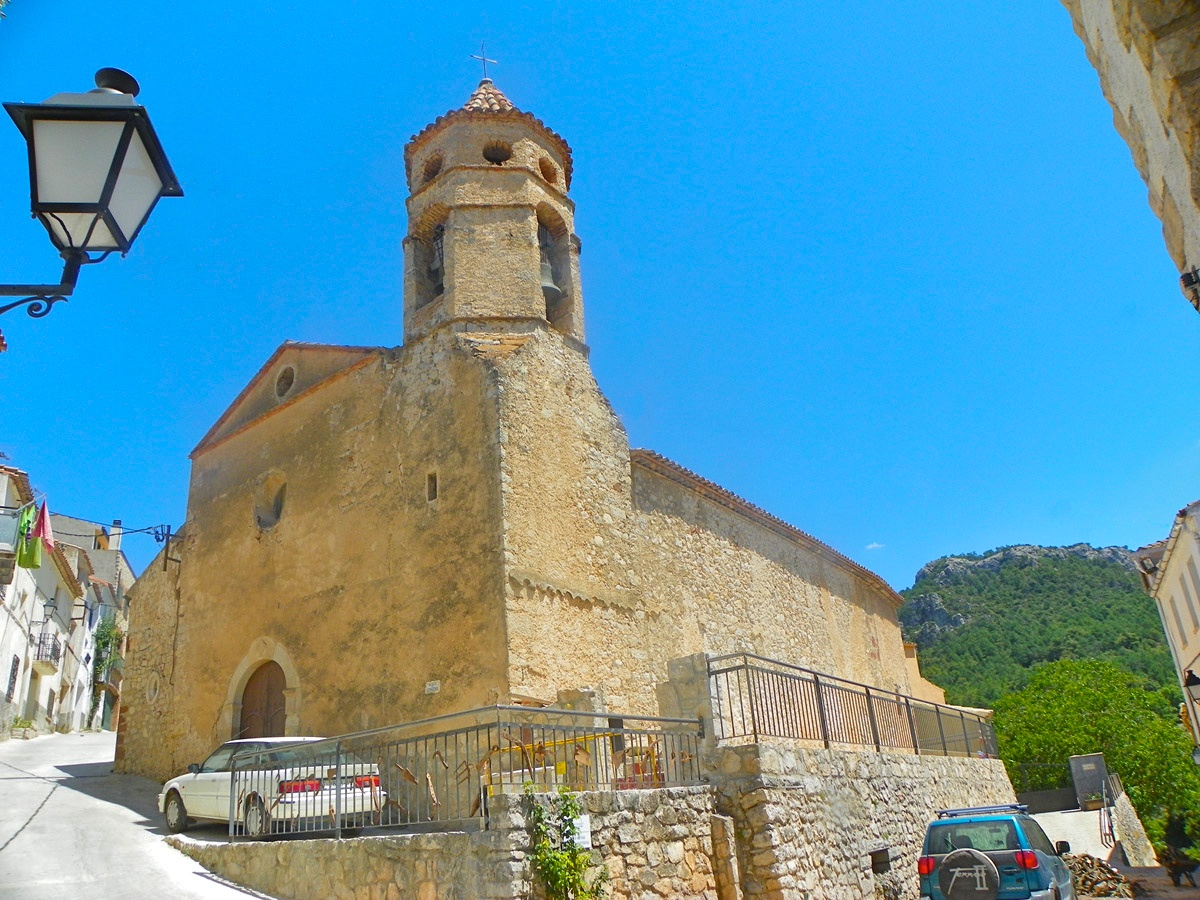
Stephanuskirche
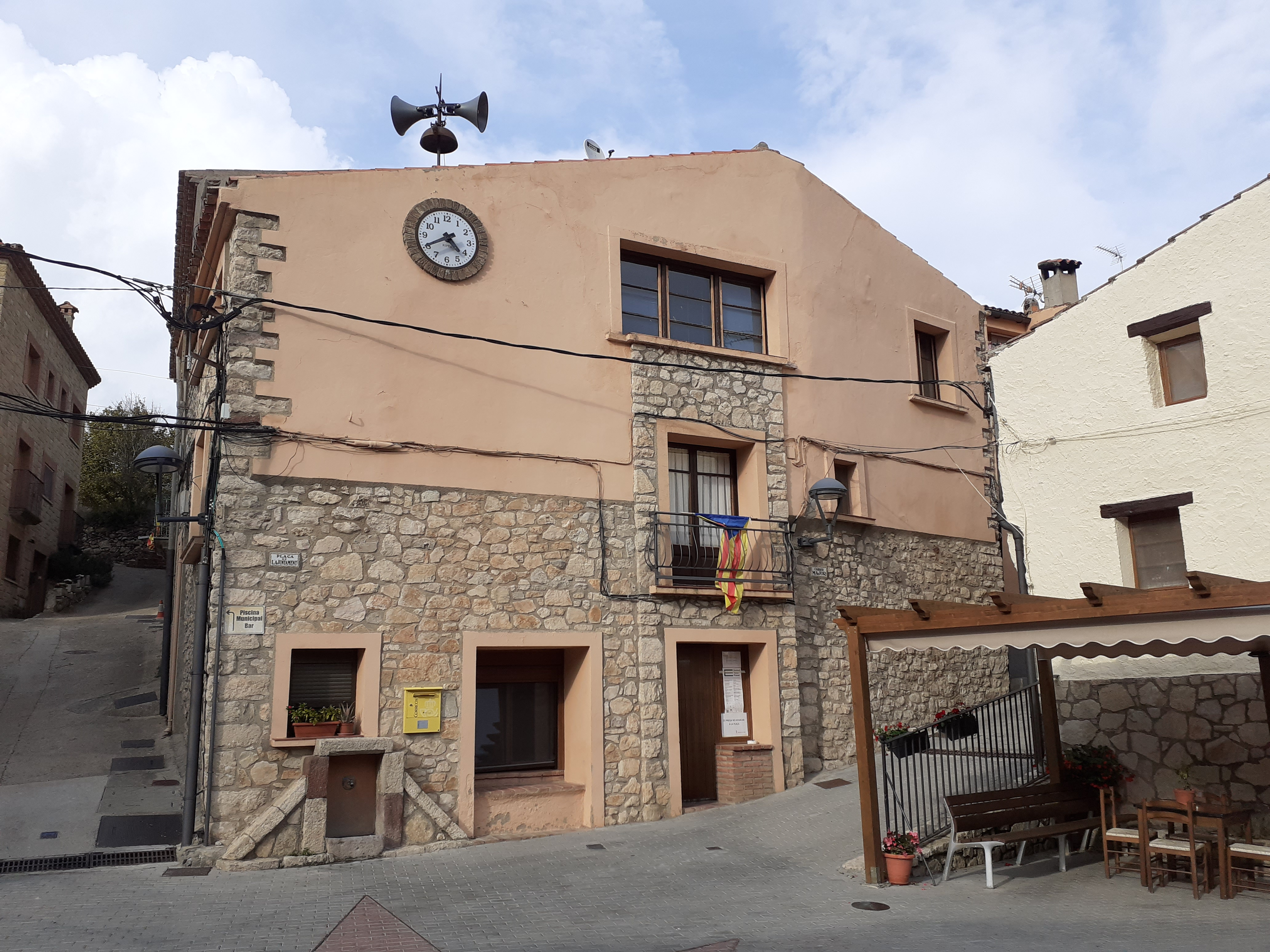
Altes Rathaus
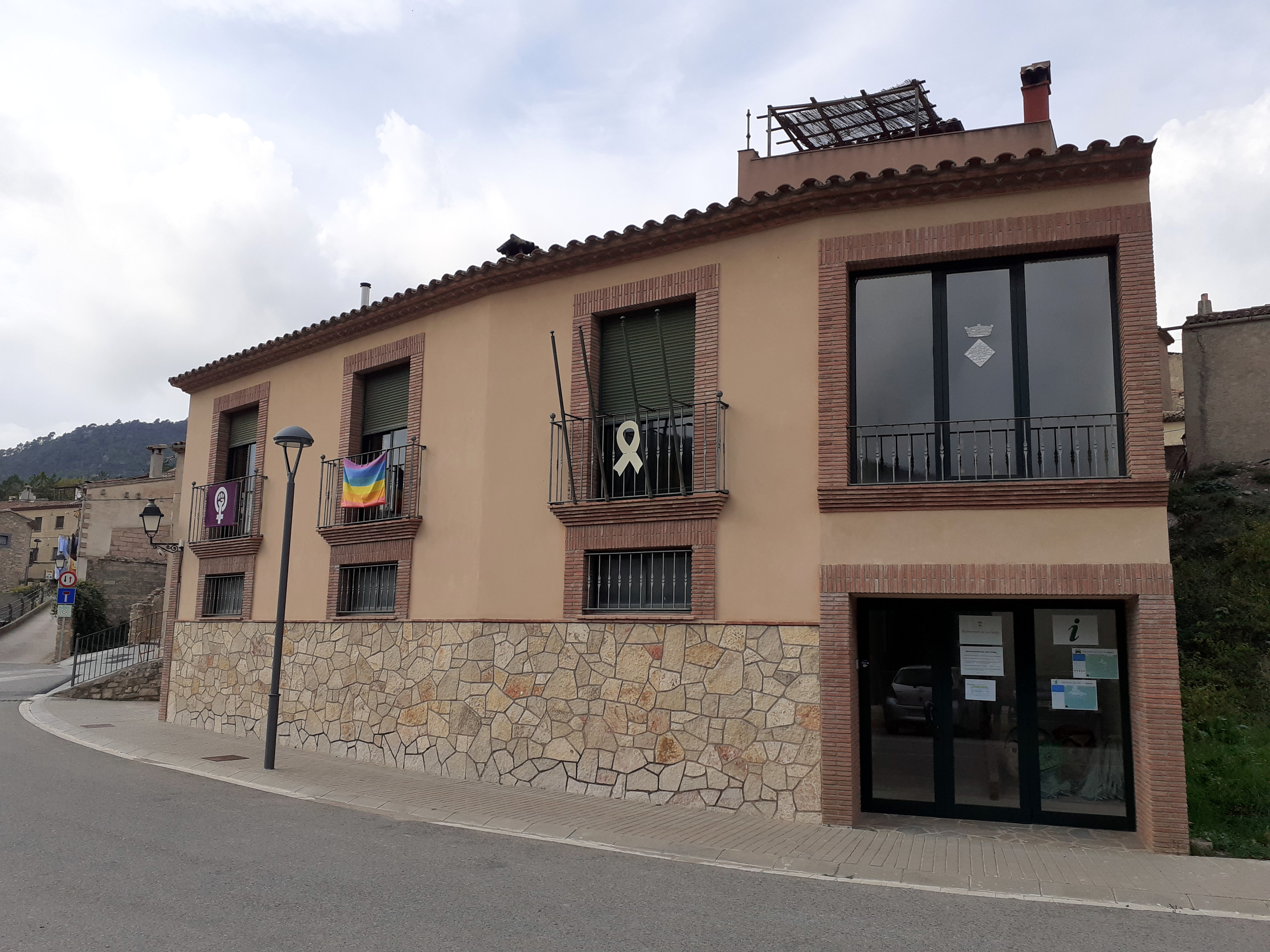
Neues Rathaus

- Stephanuskirche
- Altes Rathaus
- Neues Rathaus